# (35773) 1999 JT7
1999 JT7 (asteroide 35773) é um asteroide da cintura principal. Possui uma excentricidade de 0.21325530 e uma inclinação de 1.85748º.
Este asteroide foi descoberto no dia 13 de maio de 1999 por John Broughton em Reedy Creek.